# Ábrahámi kolostor
Az ábrahámi kolostor 1263-ban alapított Tolna megyei cisztercita apátság volt. 

## Története
Mojs somogyi és varasdi ispán (valamint Béla herceg tárnokmestere) 1260-ban engedélyt kapott IV. Béla királytól, hogy birtokait szabadon adományozza apátság alapítására. 1263-ban a király oklevélben erősítette meg az ispán ábrahámi kolostor számára tett adományait. Az ábrahámi egyike volt az igen kevés, világi főúr által alapított cisztercita apátságoknak Magyarországon.
A kolostor helyszíne ma már nem ismert pontosan, Dombóvártól északra, a Kapos folyó mentén feküdt. A szerzetesek a pilisi apátságból érkeztek 1270-ben; miután a rend nagykáptalanja befejezte a helyszín vizsgálatát, a zirci és egresi apátok vezették be őket új lakhelyükre. A pilisi kolostor filiája lévén, szinten a rend clairvaux-i ágához tartozott, védőszentje Szűz Mária volt.
Mojs 1272-ben és 1280 további adományokkal gazdagította a monostori birtokokat. 1272-ben az apát szerepelt a franciaországi nagykáptalanon. Ábrahám a későbbiekben is a kis apátságok között maradt, Siegfried reini apát, a magyarországi ciszterciták visitatora 1367-es látogatásakor meg sem nézte, mert szerinte még a monostor nevet sem érdemelte meg.     